# Federico Sanseverino
Federico Sanseverino (Napoli, 1462 circa – Roma, 7 agosto 1516) è stato un cardinale italiano.

## Biografia
Appartenente ai Sanseverino di Napoli, famiglia che aveva dato e darà successivamente più di un cardinale alla Chiesa cattolica, era figlio del conte Roberto Sanseverino d'Aragona e della sua prima moglie Giovanna da Correggio. Alcune genealogie moderne dichiarano che fosse figlio di Elisabetta da Montefeltro (1445-1503), figlia naturale del duca di Urbino Federico da Montefeltro. Ciò comunque risulta impossibile, poiché il padre Roberto fu sposato con Giovanna fino alla morte di lei, avvenuta nel 1467, ben oltre la nascita di Federico.
Chierico in Milano, protonotario apostolico, ricevette le commende di alcune abbazie. Ebbe il suo primo incarico episcopale nel 1481, divenendo amministratore apostolico della diocesi francese di Maillezais.
Nel 1489 ebbe la nomina a cardinale diacono da parte di papa Innocenzo VIII nel concistoro del 9 marzo di quell'anno, ma la nomina non fu resa pubblica a causa della sua giovane età. La morte di Innocenzo VIII (25 luglio 1492) giunse prima della pubblicazione e fu solo grazie all'intervento del cardinale Ascanio Sforza, che riuscì ad ottenere l'ufficializzazione della nomina ed il titolo di cardinale diacono di San Teodoro.
Nel novembre 1494 fu inviato a Siena come legato pontificio presso il re di Francia Carlo VIII, ma il suo pronto rientro insospettì papa Alessandro VI che lo fece arrestare per alcuni giorni, rimandandolo poi presso il re francese, che egli accompagnò a Roma nel dicembre del medesimo anno.
Nel febbraio del 1496 fu nominato amministratore apostolico della sede episcopale di Thérouanne, carica che mantenne per circa due anni. Nel 1497 fu nominato amministratore apostolico di Vienne, mantenendo la carica fino al 1515, quando la lasciò al nipote Antonio Sanseverino. Nel 1505 fu nominato amministratore apostolico di Novara. Nel 1510 optò per la diaconia di Sant'Angelo in Pescheria, mantenendo tuttavia la sede di San Teodoro in commendam fino al maggio del 1511.
Oppostosi a papa Giulio II, fu incarcerato con altri cardinali in Castel Sant'Angelo finché riuscì a fuggire ed a rifugiarsi, con altri quattro cardinali, presso i francesi a Milano. Seguendo il cardinale Bernardino López de Carvajal, firmò la convocazione del concilio di Pisa del 1511, che depose papa Giulio II e lo sostituì con lo stesso Carvajal.
Giulio II rispose con la scomunica di quest'ultimo, del Sanseverino e dei loro compagni cardinali ribelli. Il 30 gennaio del 1512 il papa depose Federico Sanseverino da ogni carica cardinalizia. Questi rimase nella scia del nuovo re di Francia, Luigi XII, i cui tentativi di deporre papa Giulio II, per altro, risultarono vani.
Alla morte di papa Giulio II, nel conclave del 1513, cui Sanseverino non partecipò, fu eletto papa il cardinale Giovanni di Lorenzo de' Medici, che prese il nome di Leone X. Quest'ultimo concesse ai cardinali "pisani" il perdono ed il reintegro a condizione che si pentissero pubblicamente del loro operato. Il 17 giugno 1513 egli rigettò il concilio di Pisa, si rimise alla volontà del papa e poco a poco riottenne i suoi benefici. Nello stesso anno divenne cardinale protodiacono.
Alla sua morte la sua salma fu inumata nella Basilica di Santa Maria in Aracoeli.

## Conclavi
Durante il suo periodo di cardinalato, Federico Sanseverino partecipò ai seguenti conclavi:
- Conclave del 1492, che elesse papa Alessandro VI;
- Conclave del settembre 1503, che elesse papa Pio III;
- Conclave dell'ottobre 1503, che elesse papa Giulio II

## Ascendenza
|                                             |                                   |                                                       | Genitori           |  |  | Nonni |  |  | Bisnonni                                    |  |  | Trisnonni                                |  |
|                                             |                                   |                                                       |                    |  |  |       |  |  | Bertrando Sanseverino, I signore di Caiazzo |  |  | Antonio Sanseverino, VI conte di Marsico |  |
|                                             |                                   |                                                       |                    |  |  |       |  |  | Bertrando Sanseverino, I signore di Caiazzo |  |  | Antonio Sanseverino, VI conte di Marsico |  |
|                                             |                                   | Isabella del Balzo                                    |                    |  |  |       |  |  | Bertrando Sanseverino, I signore di Caiazzo |  |  |                                          |  |
| Leonetto Sanseverino, II signore di Caiazzo |                                   |                                                       |                    |  |  |       |  |  | Bertrando Sanseverino, I signore di Caiazzo |  |  |                                          |  |
|                                             |                                   | …                                                     | …                  |  |  |       |  |  |                                             |  |  |                                          |  |
|                                             |                                   | …                                                     | …                  |  |  |       |  |  |                                             |  |  |                                          |  |
|                                             |                                   | …                                                     | …                  |  |  |       |  |  |                                             |  |  |                                          |  |
| Roberto Sanseverino, I conte di Caiazzo     |                                   | …                                                     |                    |  |  |       |  |  |                                             |  |  |                                          |  |
|                                             |                                   | Jacopo "Muzio" Attendolo "Sforza", conte di Cotignola | Giovanni Attendolo |  |  |       |  |  |                                             |  |  |                                          |  |
|                                             |                                   | Jacopo "Muzio" Attendolo "Sforza", conte di Cotignola | Giovanni Attendolo |  |  |       |  |  |                                             |  |  |                                          |  |
|                                             |                                   | Jacopo "Muzio" Attendolo "Sforza", conte di Cotignola | Elisa Petraccini   |  |  |       |  |  |                                             |  |  |                                          |  |
| Elisa Sforza                                |                                   | Jacopo "Muzio" Attendolo "Sforza", conte di Cotignola |                    |  |  |       |  |  |                                             |  |  |                                          |  |
|                                             |                                   | Lucia Terzani                                         | …                  |  |  |       |  |  |                                             |  |  |                                          |  |
|                                             |                                   | Lucia Terzani                                         | …                  |  |  |       |  |  |                                             |  |  |                                          |  |
|                                             |                                   | Lucia Terzani                                         | …                  |  |  |       |  |  |                                             |  |  |                                          |  |
| Federico Sanseverino                        |                                   | Lucia Terzani                                         |                    |  |  |       |  |  |                                             |  |  |                                          |  |
|                                             | Gherardo VI, signore di Correggio | Giberto IV, signore di Correggio                      |                    |  |  |       |  |  |                                             |  |  |                                          |  |
|                                             | Gherardo VI, signore di Correggio | Giberto IV, signore di Correggio                      |                    |  |  |       |  |  |                                             |  |  |                                          |  |
|                                             | Gherardo VI, signore di Correggio | Orsolina Pio                                          |                    |  |  |       |  |  |                                             |  |  |                                          |  |
| Giovanni da Correggio                       | Gherardo VI, signore di Correggio |                                                       |                    |  |  |       |  |  |                                             |  |  |                                          |  |
|                                             |                                   | …                                                     | …                  |  |  |       |  |  |                                             |  |  |                                          |  |
|                                             |                                   | …                                                     | …                  |  |  |       |  |  |                                             |  |  |                                          |  |
|                                             |                                   | …                                                     | …                  |  |  |       |  |  |                                             |  |  |                                          |  |
| Giovanna da Correggio                       |                                   | …                                                     |                    |  |  |       |  |  |                                             |  |  |                                          |  |
|                                             |                                   | …                                                     | …                  |  |  |       |  |  |                                             |  |  |                                          |  |
|                                             |                                   | …                                                     | …                  |  |  |       |  |  |                                             |  |  |                                          |  |
|                                             |                                   | …                                                     | …                  |  |  |       |  |  |                                             |  |  |                                          |  |
| Elisabetta Gonzaga                          |                                   | …                                                     |                    |  |  |       |  |  |                                             |  |  |                                          |  |
|                                             |                                   | …                                                     | …                  |  |  |       |  |  |                                             |  |  |                                          |  |
|                                             |                                   | …                                                     | …                  |  |  |       |  |  |                                             |  |  |                                          |  |
|                                             |                                   | …                                                     | …                  |  |  |       |  |  |                                             |  |  |                                          |  |
|                                             |                                   | …                                                     |                    |  |  |       |  |  |                                             |  |  |                                          |  |